# Посольство ЮАР в России

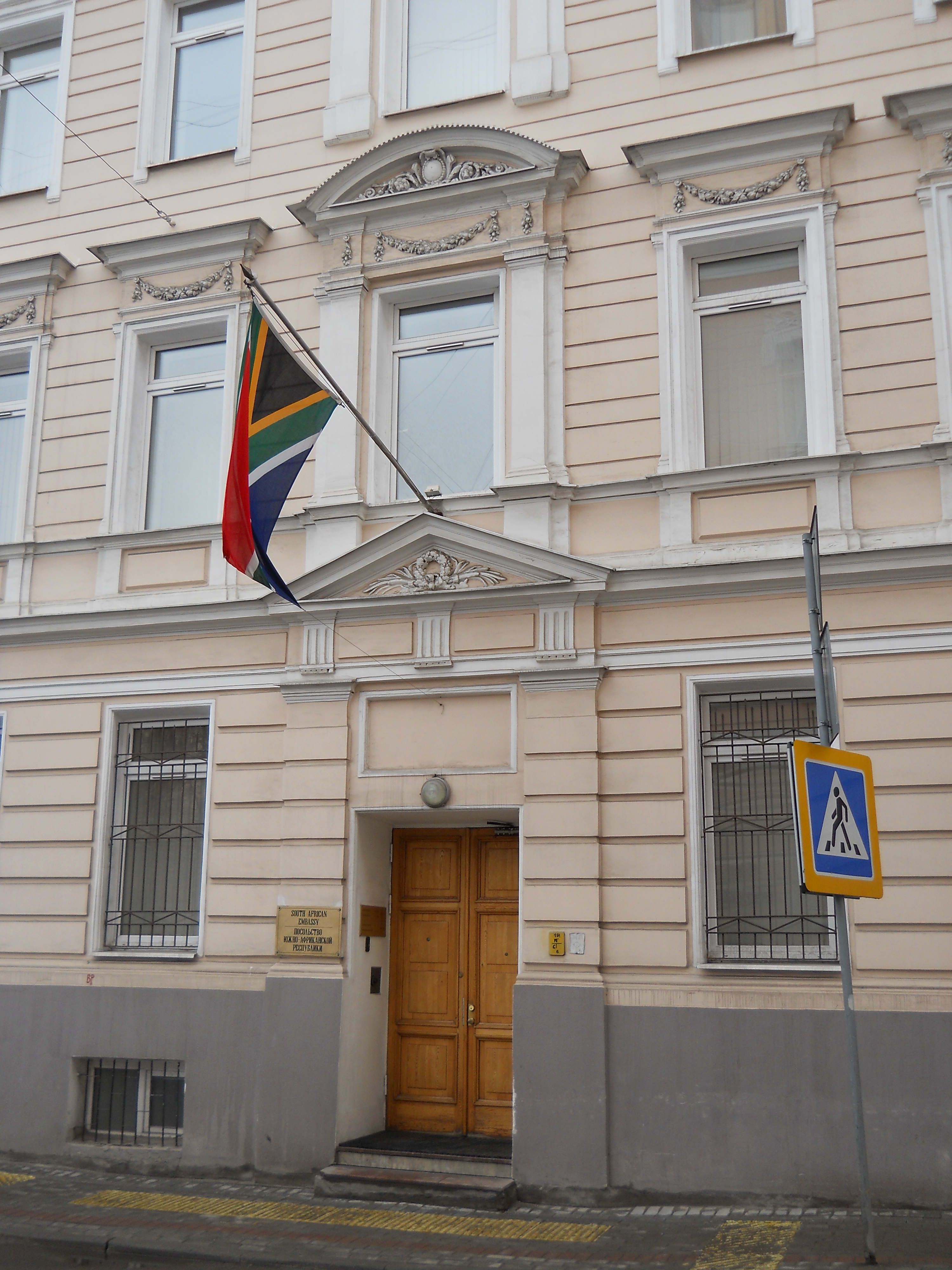
Вход в посольство.

Посольство Южно-Африканской Республики в Российской Федерации (англ. South African Embassy in the Russian Federation) расположено в Москве на Пресне в Гранатном переулке.
- Адрес: Москва, Гранатный переулок, д. 1 стр. 9 (станция метро «Баррикадная»).
- Чрезвычайный и полномочный посол Южно-Африканской Республики в Российской Федерации и Республике Беларусь: Мзувукиле Джефф Макетука (с 2021).

## В Республике Беларусь
- Офис Посольства ЮАР в Республике Беларусь находится в Минске (улица Захарова, 19)
- Почётное консульство ЮАР в Республике Беларусь находится в Минске (проспект Независимости, 169)

## Послы ЮАР в России
- Геррит Оливье (1992—1994)
- Сипо Сидней Макана (1994—2001)
- Мочубела Джейкоб Секу (2001—2005)
- Беки Уинстон Джошуа Ланга (2005—2011)
- Мандиси Бонгани Мабуто Мпахлуа (2011—2015)
- Номасонто Мария Сибанда-Туси (2015—2019)[1]
- Мзувукиле Джефф Макетука (2021—н. в.)